# Wevers (Brugge)
Het weversambacht in Brugge was het belangrijkste onder de aan textiel gewijde ambachten. De leden werden vaak als lakenwevers of wollewevers genoemd. De overige drie ambachten die tot dezelfde activiteiten behoorden, waren die van de vulders, de scheerders en de ververs. 

## Geschiedenis
Vanaf de vroege middeleeuwen begon het weven en het daaropvolgende handeldrijven in laken, een belangrijke plaats in te nemen. De grondstof hiervoor, de wol, werd in grote mate uit de Britse Eilanden ingevoerd en dit was een van de fundamenten voor de Engels-Vlaamse handel.
Het is bekend dat de Brugse wevers al van voor 1267 georganiseerd waren in een ambacht met aan het hoofd een deken en enkele 'vinders'. Uit dit jaar is een document bewaard over een steunfonds voor werkonbekwame beroepsgenoten, dat beheerd werd door zes man die door deken en vinders werden aangesteld. Over de vroege keuren die de regels voor het uitoefenen van het beroep vastlegden en het ambacht organiseerden, is weinig geweten. Dat zij er waren is nochtans een zekerheid, zoals men kan uitmaken uit de opvolgers ervan, met name de keuren die door de hertogen van Bourgondië werden uitgevaardigd.
De wevers hadden als hun schutspatroons de apostel Jacobus en de heilige Severinus. Ze vereerden ze in hun eigen kapel die stond naast de Katelijnepoort, ter hoogte van de ingang naar de Visspaanstraat. Tijdens de calvinistische republiek werd de kapel gesloten. Na de godsdiensttroebelen trok het ambacht voor zijn religieuze plechtigheden naar de Onze-Lieve-Vrouwekerk, waar ze hun devoties deden in de kapel gewijd aan de heilige Fiacrius. De wevers beschikten ook over een ambachtshuis, dat ze grotendeels verhuurden als godshuis voor vreemdelingen. 
De lakenhandel was sterk beschermd. Alle invoer van buitenlands laken werd tegengewerkt door verbodsbepalingen en door stevige taksen en boeten. Samen met hun Gentse en Ieperse homologen waakten de Brugse wevers erover dat kleinere steden hun geen concurrentie aandeden. In het begin van de veertiende eeuw was ongeveer een kwart van de werkende Brugse bevolking actief in de lakenweverij en -handel. Tegen het einde van die eeuw was dat nog slechts 12 procent. 
In de achttiende eeuw was de concurrentie zeer scherp geworden en waren het weven en de lakenhandel sterk verminderd. In 1733 telde Brugge nog slechts 25 wolweverijen en in de jaren daarop verminderde het aantal nog verder. De linnen- en de sergeproductie waren zowel in Brugge als elders opgerukt en daar had het middeleeuwse weversambacht geen enkele vat meer op.